# Adirondack (train)
Pour les articles homonymes, voir Adirondack (homonymie).
L'Adirondack est une ligne de chemin de fer destinée au transport de passagers exploitée par la compagnie ferroviaire Amtrak, reliant New York États-Unis, à Montréal au Canada. Le train reçoit le numéro 69 lorsqu'il part de New York et le 68 au départ de Montréal.

## Description
Le trajet dure environ 11 heures pour couvrir une distance de 613 km, en traversant des sites géographiques prestigieux telles que la vallée de l'Hudson ou encore les montagnes Adirondacks. Ce train est financé par le New York State Department of Transportation.
L' Adirondack utilise les numéros 68 et 69 et sa fréquence est quotidienne. La durée du parcours de Montréal à New York est de 11h05 heures, mais les retards sont fréquents notamment à cause d'une pause très longue et aléatoire à la frontière entre le Canada et les Etats-Unis. Dans le sens Montréal - New York, il quitte la gare centrale de Montréal à 11h10 du matin et atteint la gare Penn Station à New York à 22h15. Dans le sens opposé il quitte la Penn Station à 8h15 et atteint Montréal à 19h10. Il traverse la province de Québec puis passe la frontière au niveau de Rouses Point.

## Histoire
Avant de la création de la compagnie  Amtrak en 1971, la Delaware & Hudson exploitait deux trains entre Albany et Montréal : le Montreal Limited et le Laurentian. Ce train était l'héritier d'une longue tradition de transport sur cette ligne par la compagnie Delaware & Hudson. Dès 1920, elle transportait du charbon sur cette ligne depuis la Pennsylvanie jusqu'à New York.
En 1971, lorsque la compagnie Amtrak fut formée pour prendre en charge le trafic passager aux États-Unis d'Amérique, ces deux trains furent interrompus et, pendant trois ans, la ligne Delaware & Hudson ne proposa aucune desserte. L'Adirondack entra en fonction le 5 août 1974 depuis le terminal Grand Central Terminal de New York jusqu'à Albany, puis empruntait les lignes du Delaware & Hudson jusqu'à Montréal. Le train utilisait alors des locomotives ALCO ainsi que des voitures passagers rénovées datant des années 1950.
Le train recevait un soutien financier de la part de l'État de New York.

## Fonctionnement
Le train Adirondack est actuellement financé par le New York State Department of Transportation. Le train souffre de très nombreux retards en raison des particularités du réseau qu'il parcourt. En premier lieu, la quasi-totalité des voies empruntées n'appartiennent pas à la compagnie Amtrak, opératrice du train. Les lignes qu'il doit utiliser sont notamment la propriété du CP Rail et en voie unique ce qui cause des problèmes de signalisation et d'attente aux croisements de convois. En second lieu, l' Adirondack doit franchir la frontière entre les États-Unis et la province canadienne du Québec. Selon Amtrak, à l'issue de l'année fiscale 2008, en février 2009, la moyenne de respect des horaires était de 62,7 %. Environ 47,4 % des retards étaient imputables à des problèmes de signalisations sur le segment du CP Rail.
Pendant l'année fiscale 2010, l' Adirondack a transporté 118 673 passagers, soit une augmentation de 12,4 % par rapport à l'exercice 2009 (104 681 passagers). Le chiffre d'affaires du train était de 6 millions de dollars, soit une augmentation de 14 % par rapport à 2009.

### Matériel

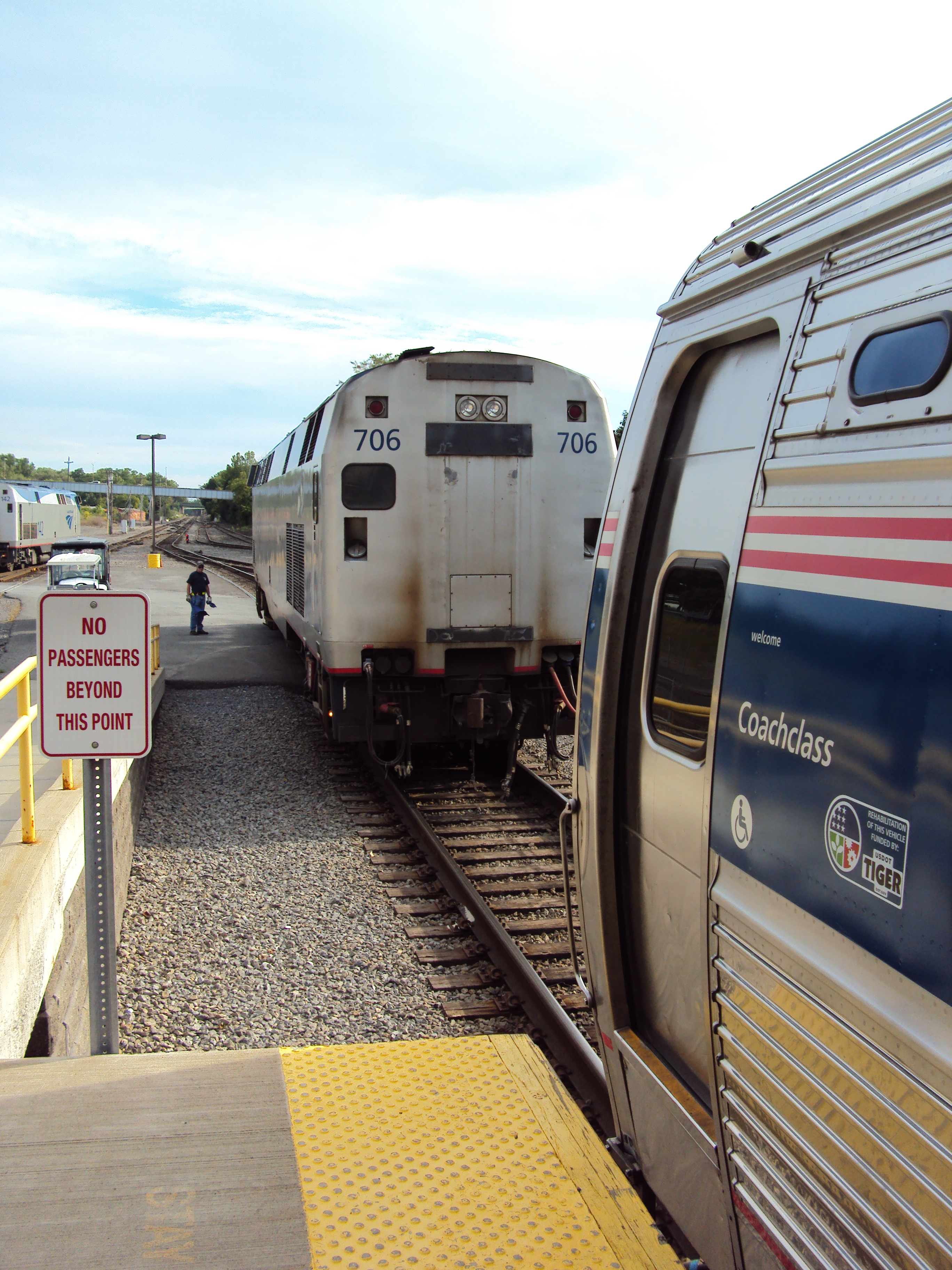
Changement de locomotive de l'Adirondack en gare d'Albany

L' Adirondack utilise des locomotives diesel General Electric P42DC et P32AC-DM pour tracter des voitures passagers de type Amfleet. Comme la plupart des trains des services Empire et Maple Leaf d'Amtrak, il n'inclut pas de places en classe affaires ni première. Les places ne sont pas numérotées et, lors du départ dans les stations terminus, les voitures sont ouvertes les unes après les autres, au fur et à mesure de leur remplissage. Des passages privilégiés pour les groupes ou les familles permettent théoriquement de garantir un placement contigu à ces catégories de voyageurs. En pratique, l'embarquement en gare de Montréal ou de New York est assez désorganisé.
Une rame typique est composée des éléments suivants:
- 1 locomotive P42DC/P32AC-DM. La P32AC-DM est utilisée entre New York et Albany; la P42DC est utilisée pour le trajet restant[6].
- 1 voiture Amfleet I dite Cafe car pour la restauration rapide[6].
- 4 voitures de passagers de type Amfleet I[6].
- Sous certaines conditions, le train reçoit une voiture panoramique.

### Voiture panoramique

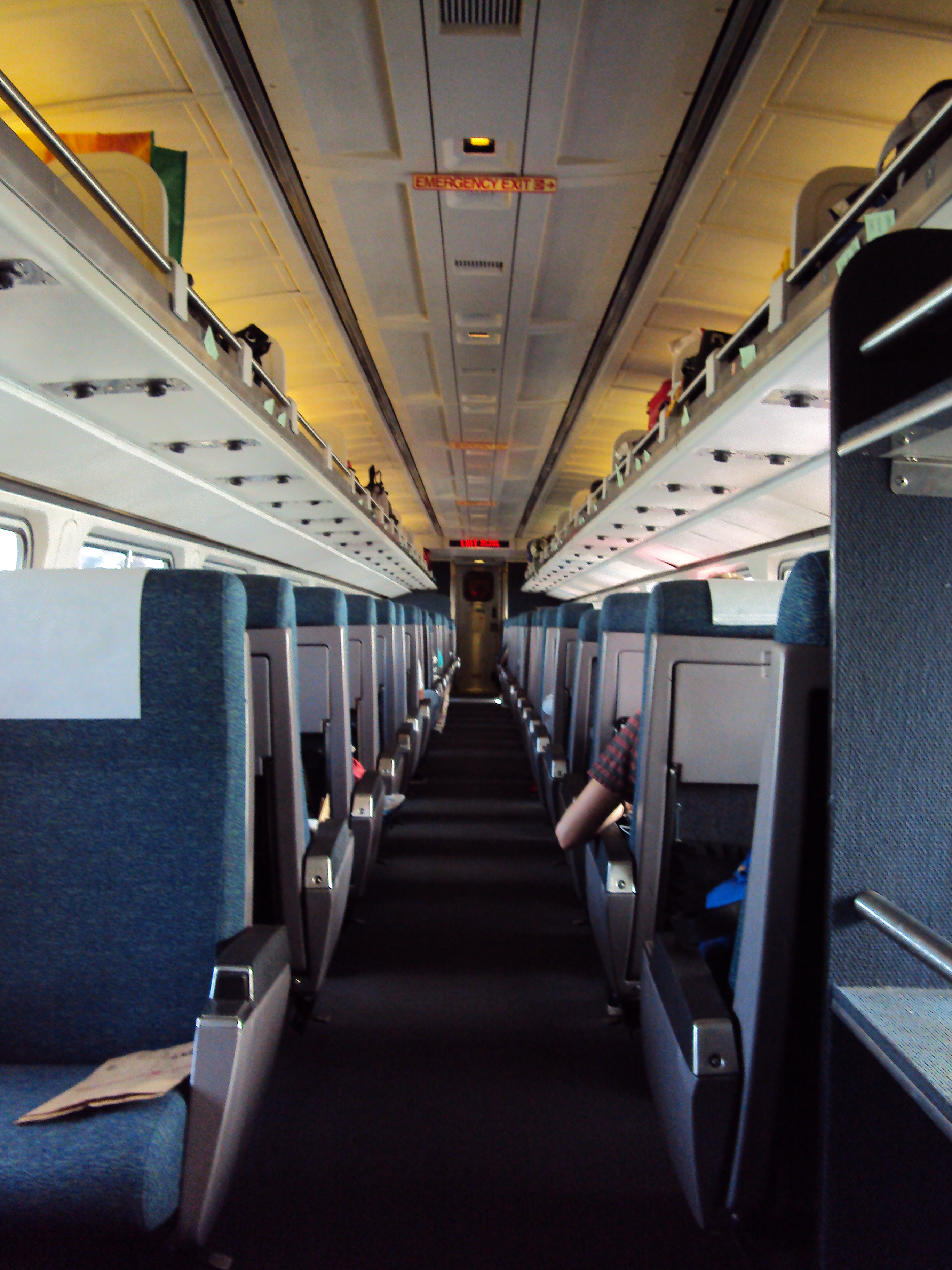
Intérieur des voitures Amfleet utilisées par l'Adirondack

À intervalles réguliers, vers la période automnale, la voiture panoramique historique dite Great Dome de la compagnie Amtrak est temporairement intégrée à l'Adirondack,.
La seule voiture dôme qui subsiste en service dans la compagnie Amtrak est la 10031, dernière d'une série de six voitures similaires construites en 1955 par la compagnie Budd, et initialement baptisée "Ocean View". La série entière fut reprise par Amtrak lors de sa création en 1971 sous la numérotation 9361 à 9366. Rénovées en 1985, les voitures furent renumérotées 9300 et utilisées dans le service de Washington et Orlando jusqu'en 1994. La section panoramique de la 10031 est d'environ 27 mètres de long, c'est-à-dire la totalité de la longueur de la voiture, est équipée dans son niveau supérieur de fenêtres sur tous les côtés et le toit. Elle a été entièrement rénovée et peut accueillir 90 passagers.
Lorsque la voiture panoramique ne fait pas partie de la rame, les bénévoles qui assurent la présentation des espaces remarquables traversés, tels que le lac Champlain, Adirondacks, assurent leurs présentations dans la voiture bar.

#### Partenariat touristique
L'Adirondack participe au programme Trails & Rails, mené par Amtrak et le National Park Service des États Unis d'Amérique. Ce programme a pour objet d'offrir aux passagers une documentation sur la nature et le patrimoine culturel de l'Amérique. Dans le cadre du service de l'Adirondack, des gardes-forestiers bénévoles offrent une description narrative du parcours entre Croton-Harmon et Plattsburgh, en voiture bar, ou dans la voiture panoramique lorsqu'elle est incluse dans la rame.

### Route
L' Adirondack utilise les voies de la Canadian National Railway, Canadian Pacific Railway, CSX Transportation, Metro-North Railroad, et les voies propriétaires de son opérateur, la compagnie Amtrak. Les routes empruntés et les compagnies auxquelles elles appartiennent sont les suivantes :
- CN Subdivision de Saint-Hyacinthe, de Montréal à Saint-Lambert au Québec
- CN Subdivision de Rouses Point, de Saint-Lambert à Rouses Point (frontière)
- CP Subdivision fédérale canadienne, de Rouses Point à Schenectady dans l'État de New York
- CSX Subdivision de l'Hudson, de Schenectady à Poughkeepsie dans l'État de New York
- Metro-North Hudson Line, de Poughkeepsie à Spuyten Duyvil dans l'État de New York
- Amtrak, réseau dit Empire Connection, de Spuyten Duyvil à Penn Station

De 1974 à 1986, l' Adirondack a utilisé les voies de la Canadian Pacifique et la Gare Windsor de Montréal. Par ailleurs, jusqu'en 1991, il arrivait dans la gare centrale de New York, le Grand Central Terminal.

## Itinéraire

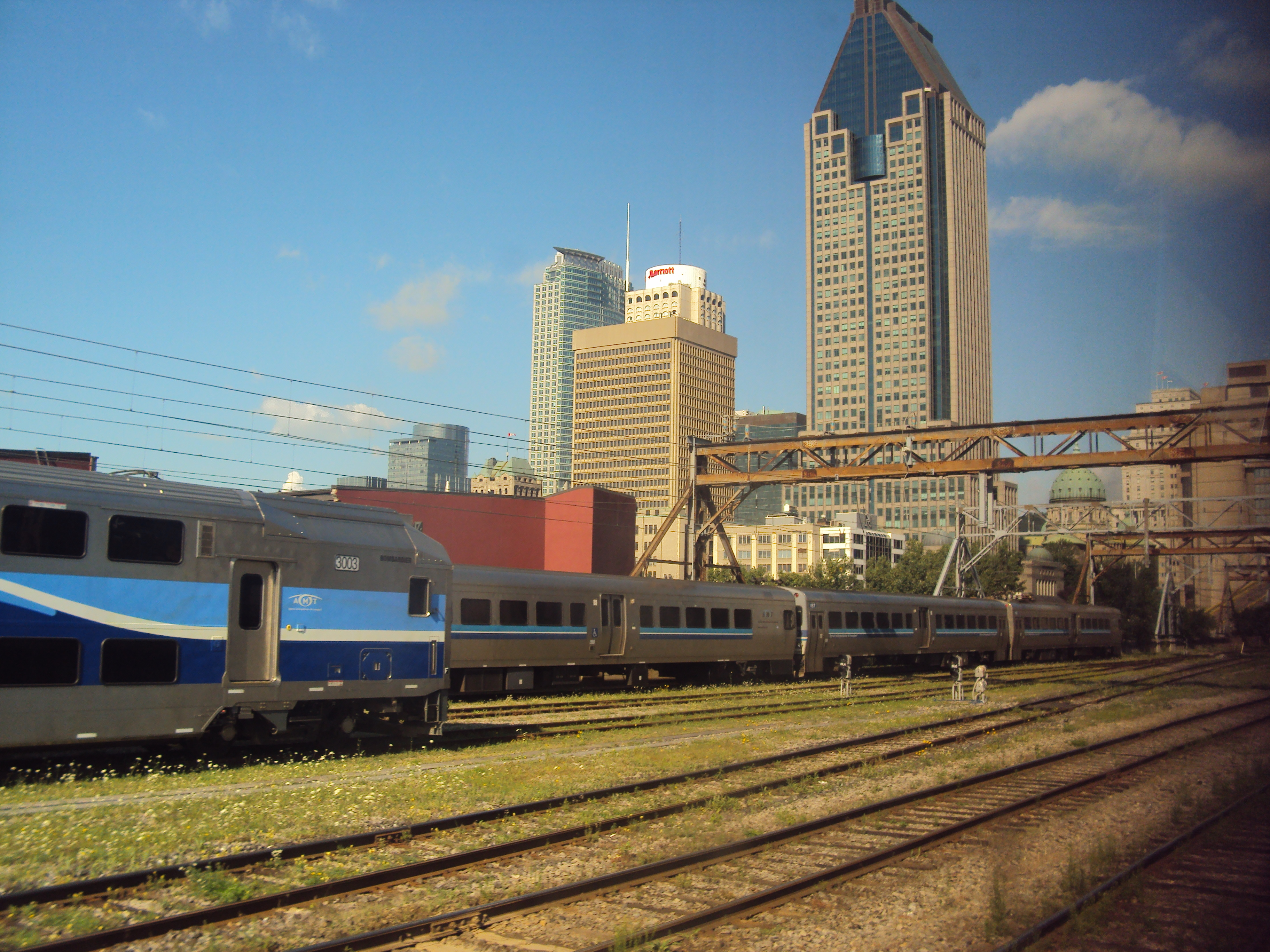
Au départ de Montréal
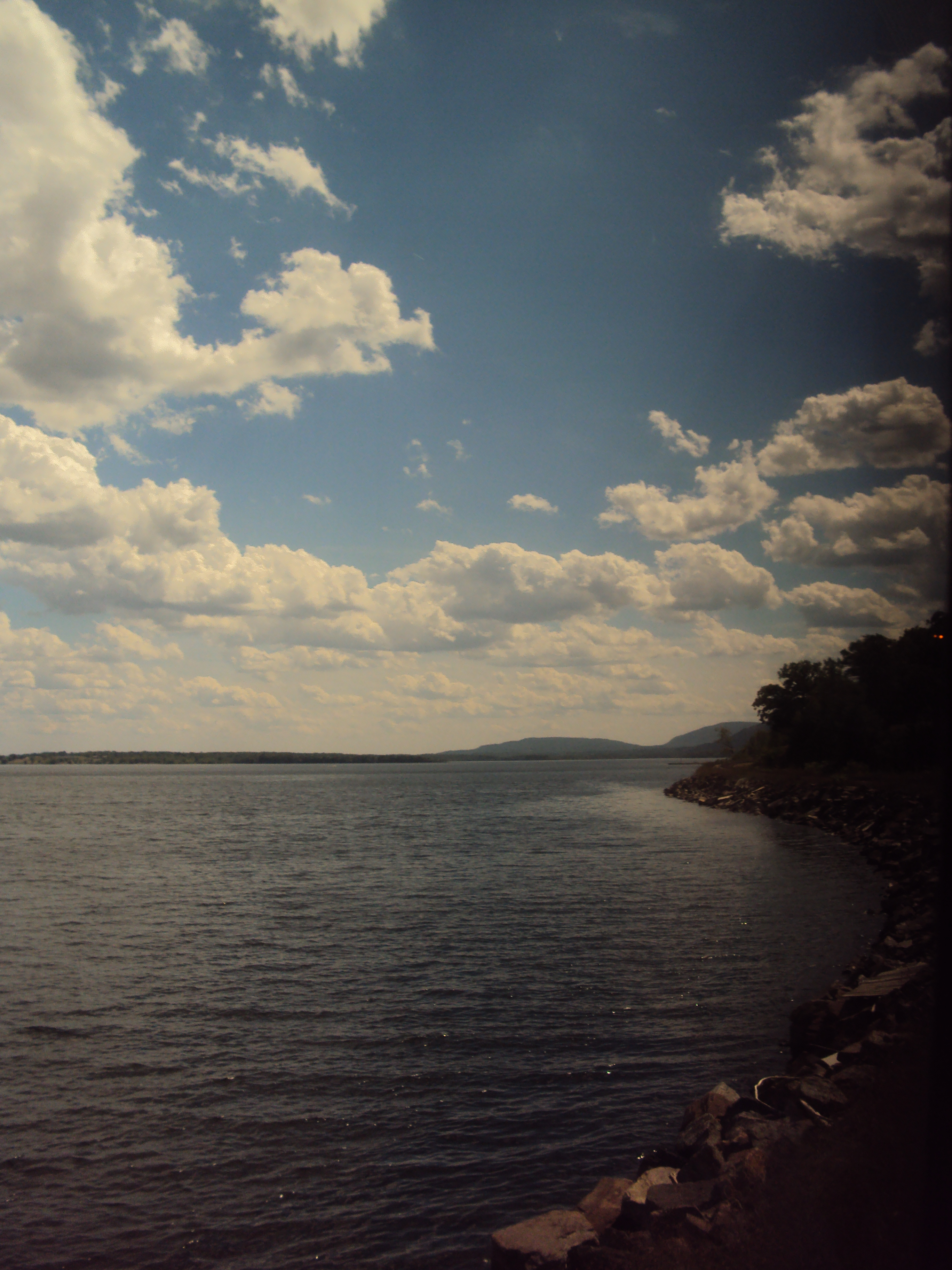
Vue du lac Champlain depuis l'Adirondack
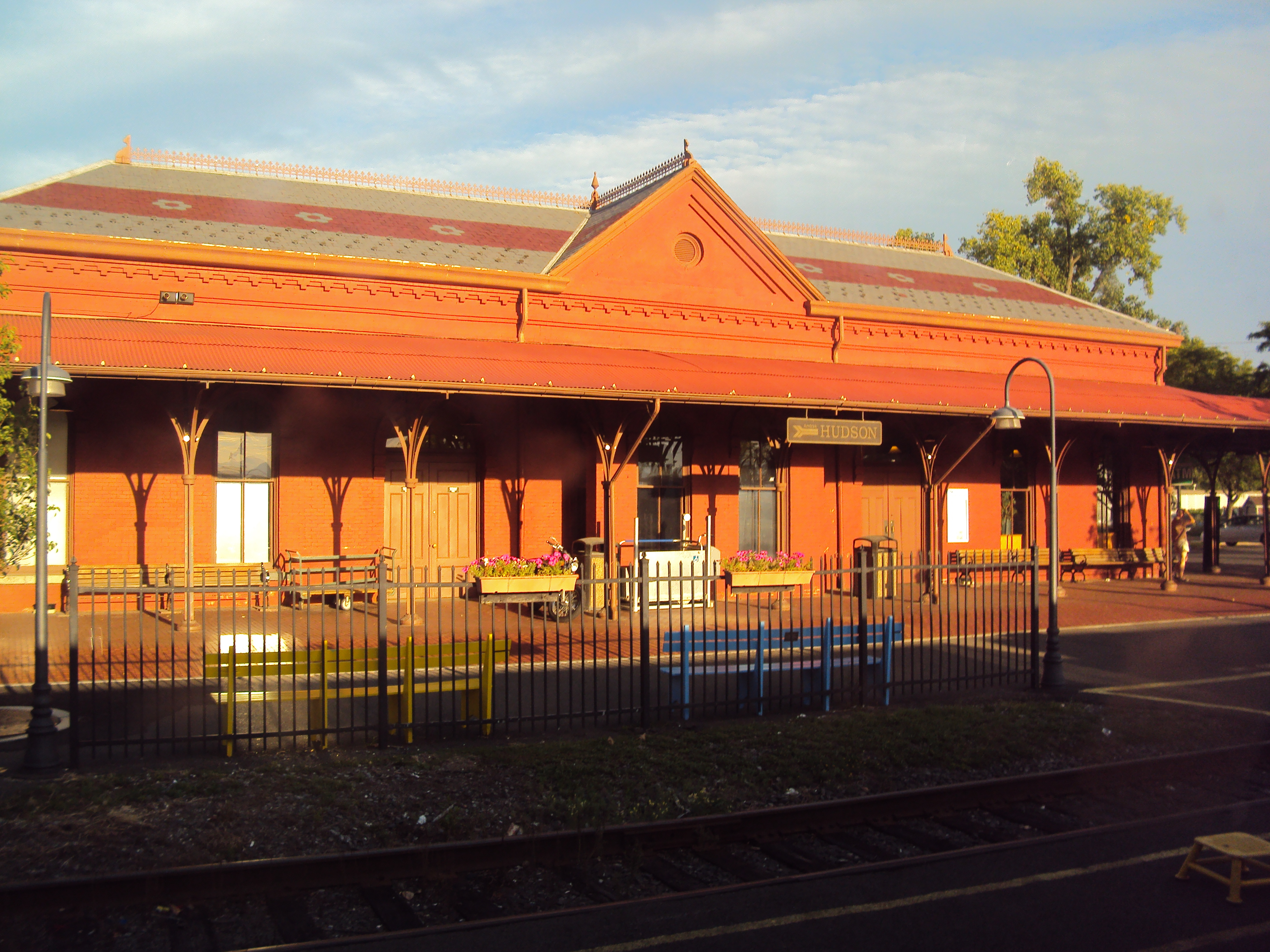
Gare d'Hudson